# Epirinus hopei
Epirinus hopei là một loài bọ cánh cứng trong họ Bọ hung (Scarabaeidae).